# Lakkenahalli, Bangarapet
Lakkenahalli là một làng thuộc tehsil Bangarapet, huyện Kolar, bang Karnataka, Ấn Độ.